# Отаџбина (политичка странка)
Свеукрајинско обједињење Отаџбина (укр. Всеукраїнське об'єднання Батьківщина), опште познато као Отаџбина (укр. Батьківщина), је националистичка политичка партија у Украјини чији је лидер Јулија Тимошенко. Ова партија чини језгро Блока Јулије Тимошенко, тренутно највећег опозиционог блока у Врховној ради.
Партија је формирана у јулу 1999, а званично је регистрована 16. септембра 1999. На парламентарним изборима 2002, 2006. и 2007. партија је наступила у оквиру Блока Јулије Тимошенко.
Свеукрајинско обједињење Отаџбина од 2008. има статус посматрача у Европској народној партији.
Странка је 2010. доживела тежак пораз од Партије региона на локалним изборима у Украјини, када је наступила самостално с обзиром да је политичким блоковима забрањено учешће на изборима. На следећим парламентарним изборима 2012, „
Отаџбина ће учествовати на јединственој листи са бившим чланицама Блока Јулије Тимошенко, Народним покретом Украјине и Партијом реформи и реда. Дана 7. априла 2012. је објављено да ће им се на јединственој листи придружити и Фронт за промене.
На парламентарним изборима 2019 странка је освојила 8,18% гласова, припало јој је 24 од 450 мандата